# Asociación Norteamericana de Radiodifusoras
La Asociación Norteamericana de Radiodifusoras (North American Broadcasters Association, NABA) es un grupo sin fines de lucro de organizaciones de radiodifusión en los Estados Unidos, Canadá y México. Está comprometido a promover los intereses de las emisoras en el hogar e internacionalmente. Su sede está en la ciudad canadiense de Toronto.
Fundada en 1972, NABA crea la oportunidad para que las emisoras norteamericanas compartan información, identifiquen intereses comunes y alcancen un consenso sobre temas internacionales. NABA también proporciona representación para las emisoras de América del Norte en foros globales sobre temas que incluyen la protección del contenido, las preocupaciones relacionadas con el espectro, la integridad territorial de las señales de las emisoras y los problemas de transición digital.
Los miembros de NABA, que representan a las emisoras de la red tanto públicas como privadas, trabajan en conjunto con sus colegas, incluidas las asociaciones nacionales de transmisión, los servicios especializados, los proveedores de servicios y los proveedores para brindar una voz común a la comunidad de radiodifusión de América del Norte.